# 인생 유학생
인생 유학생은 1971년 공개된 대한민국의 영화이다.

## 배역
- 신성일
- 김윤정
- 최무룡
- 박노식
- 김희라
- 독고성
- 황정순
- 오수미
- 최불암
- 문오장
- 나훈아
- 주증녀
- 전양자
- 전숙
- 장혁
- 황백
- 최창호
- 이강조
- 최남현
- 박동룡
- 김홍지
- 남방운
- 양일민